# 株洲站
株洲站位于中华人民共和国湖南省株洲市人民南路，于1910年启用，为中国国家铁路集团旗下中国铁路广州局集团有限公司直属的客运特等站。经过铁路有京广铁路、沪昆铁路、长株潭城际铁路。株洲站的铁路枢纽地位，使株洲有北郑（州），南株（洲）之美名。
车站于2019年开始改扩建工程。2021年10月20日起至2022年6月30日停止办理客运业务。2022年6月30日，株洲站东站房、高架候车厅以及3～11站台启用，西站房和1～2站台于2022年12月30日启用。

## 历史

### 株萍、粤汉线株洲车站
株洲的首个火车站于1905年12月12日株萍铁路通车时建成，其站址位于湘江岸边，后改称株洲南站，抗日战争后称株洲西站，株洲的第二个火车站则是1911年1月开通的粤汉铁路株洲北站，站址位于今株洲站行包房处。:27株萍路株洲车站与粤汉路株洲北站相距1.5公里，但互不相连，直至1913年5月才修建一条联络线，互通车辆。
1928年11月，中華民國鐵道部令株萍路并入粤汉铁路湘鄂段统一管理，当时的株洲北站随之成为联运枢纽，1936年改称株洲车站，原株洲南站同时改为岔道站。1937年9月，株萍路并入浙赣铁路，南岳岭下新建株洲总站（亦称北站），与粤汉铁路株洲车站平面相对。:28同时，株洲东站在株洲总站以东1.98公里处建成，株洲形成设4个火车站的格局，这四个站即粤汉路株洲站，浙赣路株洲总站、东站、南站。:28彼时的粤汉路株洲车站只有5条股道，一座面积100平方米、只能容纳100人的站房，一座长60米的月台以及北侧的车房。浙赣路株洲总站（北站）也只有4条股道、一座面积150平方米的站房、一座月台、一座钢架天桥，以及车站北侧供机车换向的三角线。株洲南站、东站也各有两股道。:28

### 株洲客站

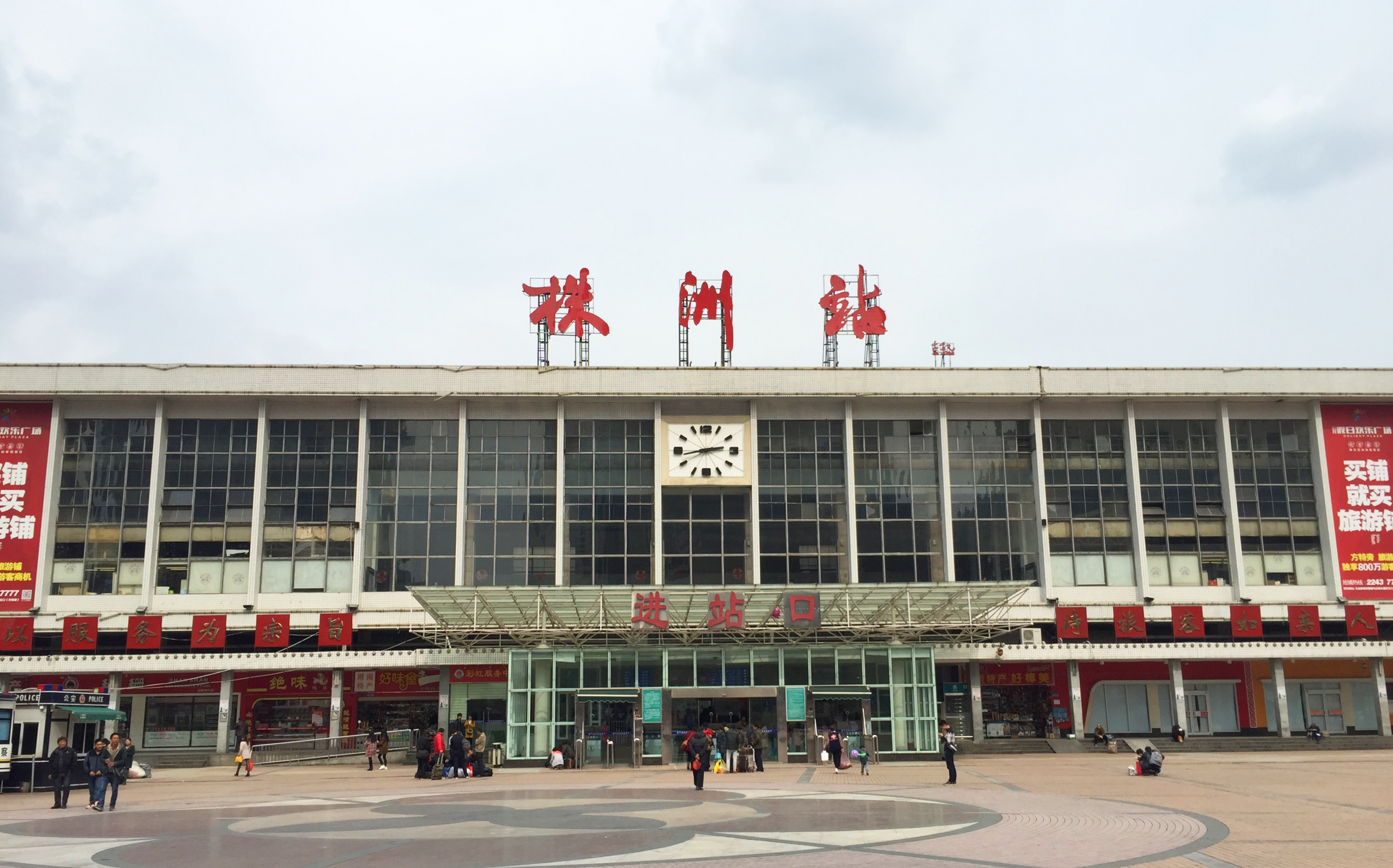
1974年建成的车站站房

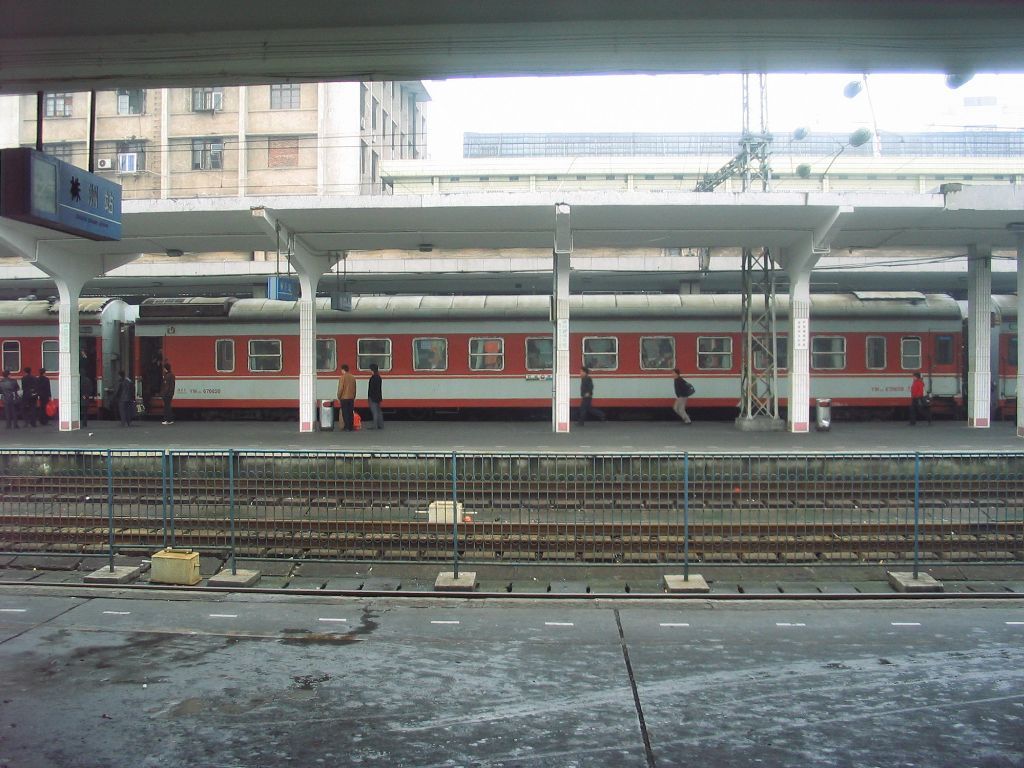
2007年的株洲站站台

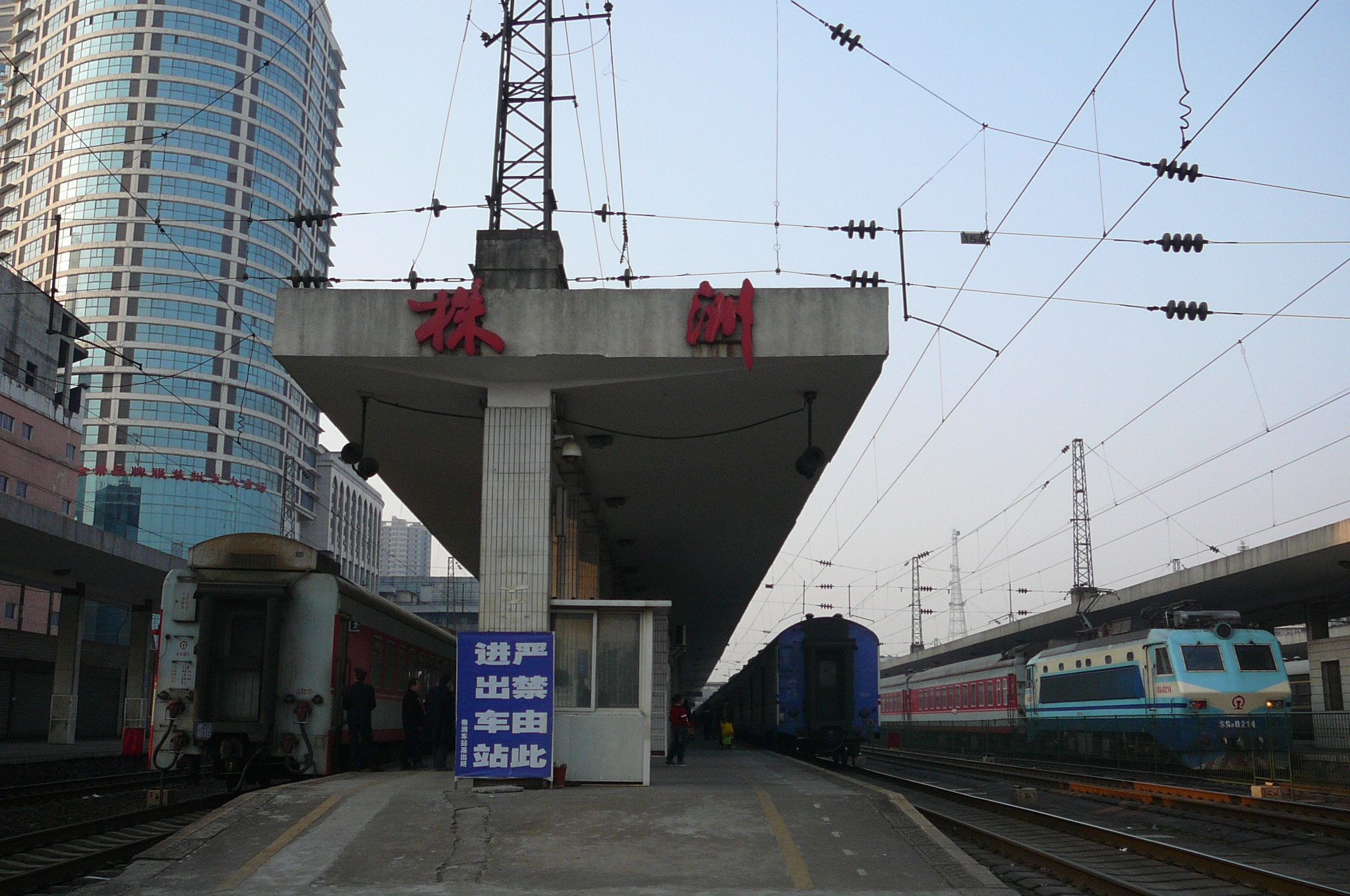
2011年的株洲站站台

1949年9月，株洲的四个火车站合并，统称株洲车站，由衡阳铁路局管辖，其后原粤汉铁路株洲站办理客货运业务，原株洲南站改为办理整车货运的货房，原株洲总站改为运转室，原株洲东站于1950年11月1日撤销。:28
1954年，株洲站增加到发线2股及编组线1股，接发列车能力提高44.7%，容车量提高28辆，一年后又新建站房833平方米及旅客站台围墙800米，同时增铺到发线2股、旅客列车给水管道421米。1956年，株洲站新建旅客第二站台，架设天桥一座，增铺南头牵出线一条。:29同年，五里墩车站划归株洲车站管理。:281957年，株洲站新建北货场，铺设7股货物线。彼时正是第一个五年计划期间，粤汉铁路原有的线路设备已然无法满足经济发展的需要，武昌至衡阳复线工程随即上马，其中株洲境内长75公里，1958年开工。:13京广南端复线引入株洲站的工程于1969年开工，次年8月完工，株洲站站场则在1970年10月至1972年6月间改建，股道延长。:29株洲站站场电气集中工程于1971年3月15日完工。
1974年，铁道部和湖南省决定在株洲车站原址兴建株洲新客站，占地1.2万平方米，一期工程包括主楼和北附楼（售票厅）、软席候车室和人防地道的建设，于1975年12月开工，1981年9月完工。1980年设计、施工的二期工程包括南附楼（行包房）、天桥、地道、雨棚等，其中天桥于1981年完工，行包房1983年投产，一、二站台及雨棚于1984年延长，地道和雨棚则于1985年完工。:291987年8月9日，株洲站开始建设6502型电气集中信号楼，设备于1989年6月6日安装调试完毕。彼时株洲车站的行车信号全部采用色灯信号，联锁设备为电气集中，站内正线和到发线的道岔均与有关信号机联锁。1990年，株洲站的客运量为988.81万人，货运量221.6万吨。:30
1994年，车站新建5000多平方米的生产用房以及第三、第四站台工程竣工。
直至1990年代末，株洲站设有7条到发线、1条正线（京广上行）、2条存车线兼机走线和3条货车外绕线（京广下行和浙赣上、下行）。2005年，株洲站的站名字体改用醴陵籍书法家李铎的题字。
由于株洲站北京端客车正线与广州端客车正线一直不贯通，成为京广正线上唯一限速45公里/小时的路段。为迎接中国铁路第五次大提速，2004年4月铁路部门对车站北咽喉进行改造，拆除部分道岔及站台设施，贯通京广正线。2007年为迎接第六次大提速，铁路部门将车站四站台改造为高站台。

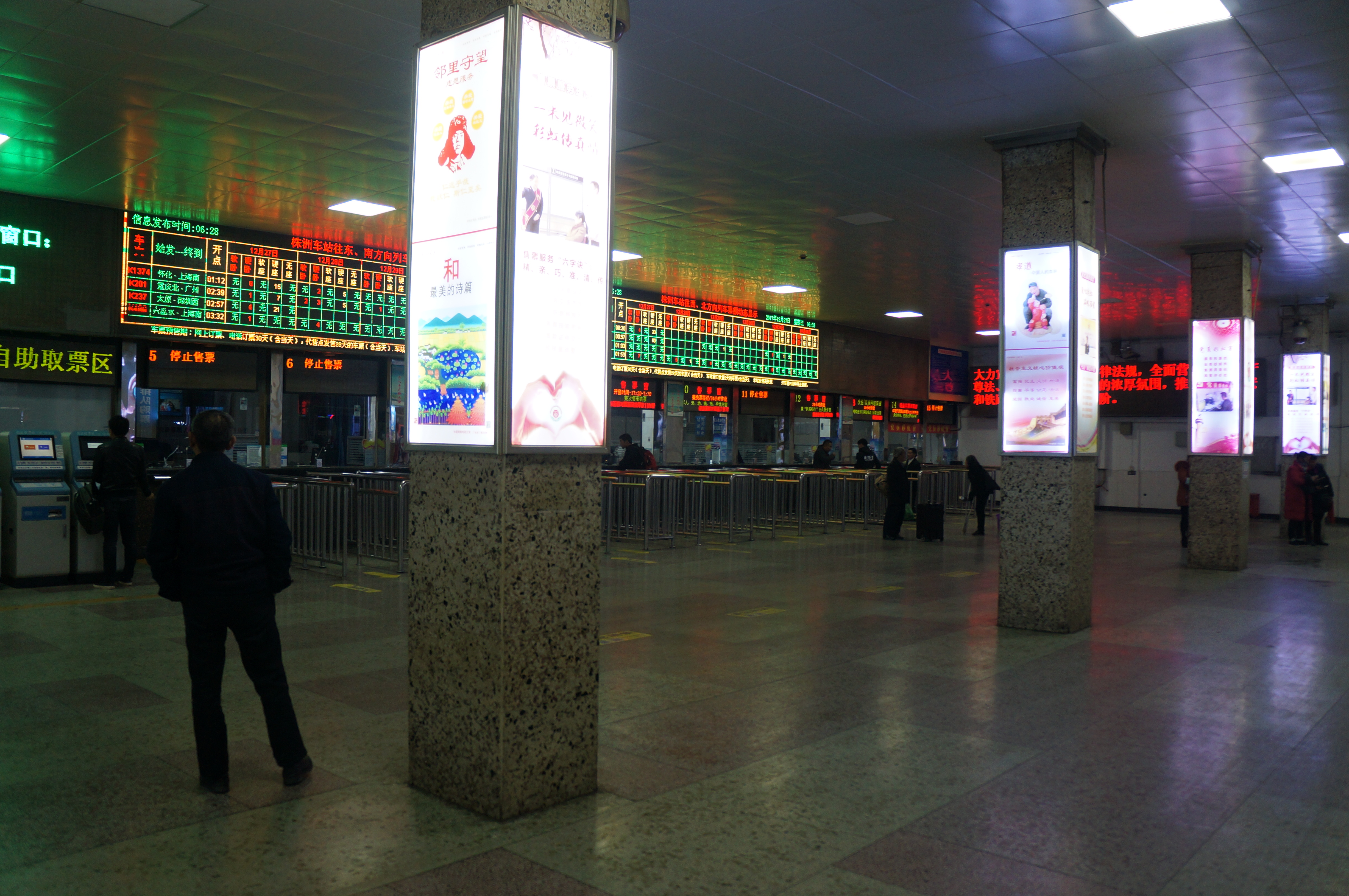
售票處
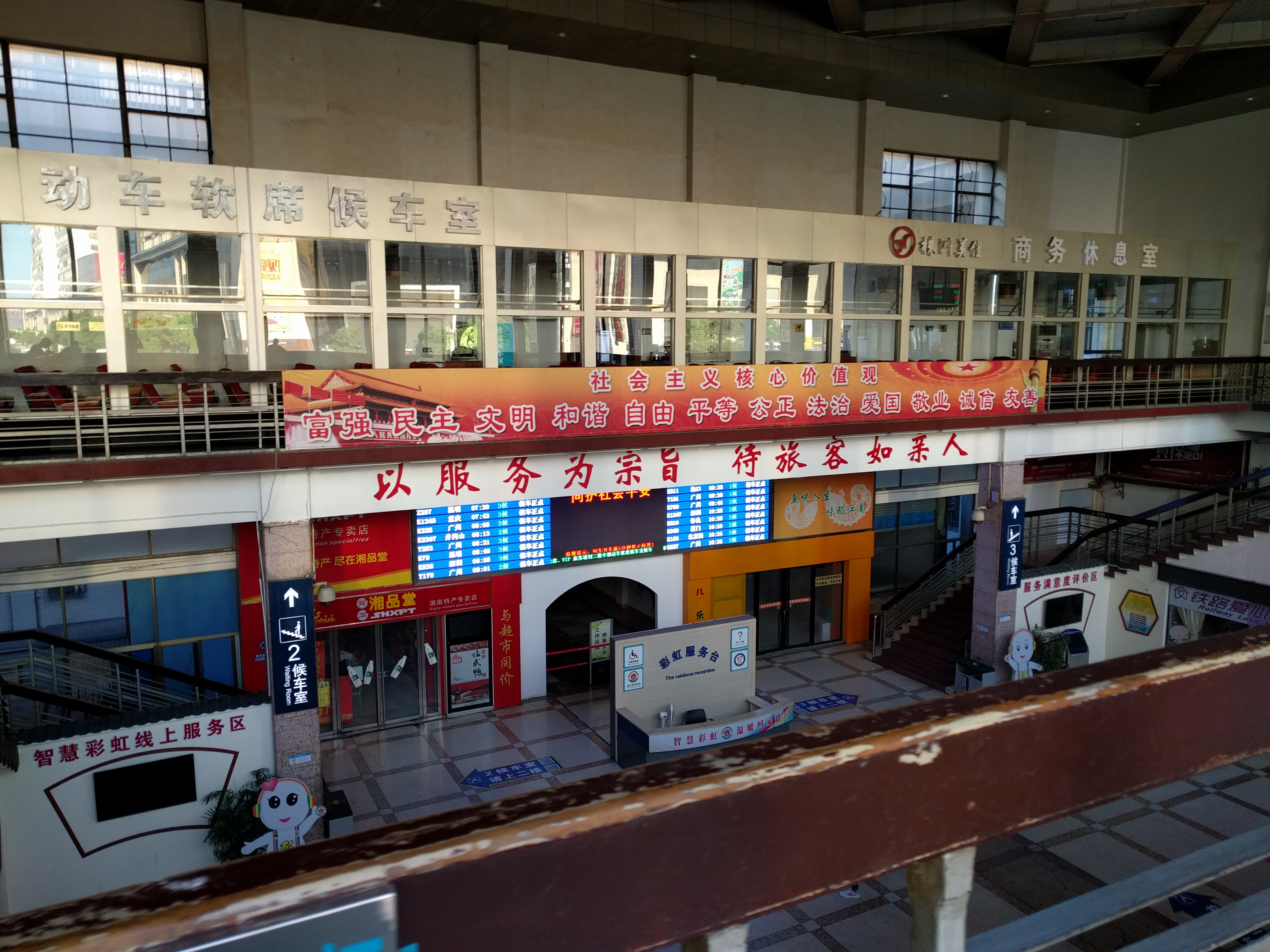
进站大厅
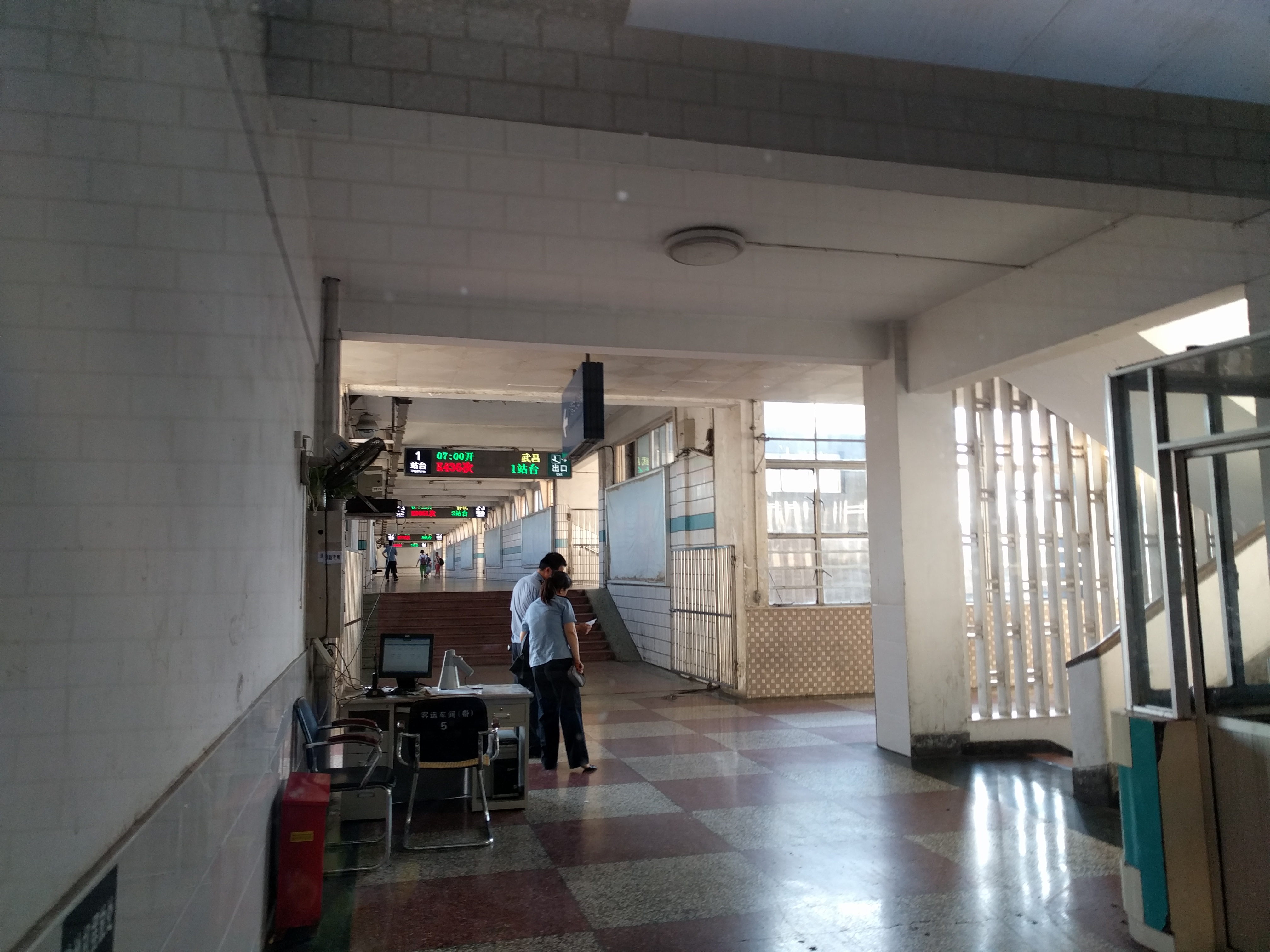
进站天桥
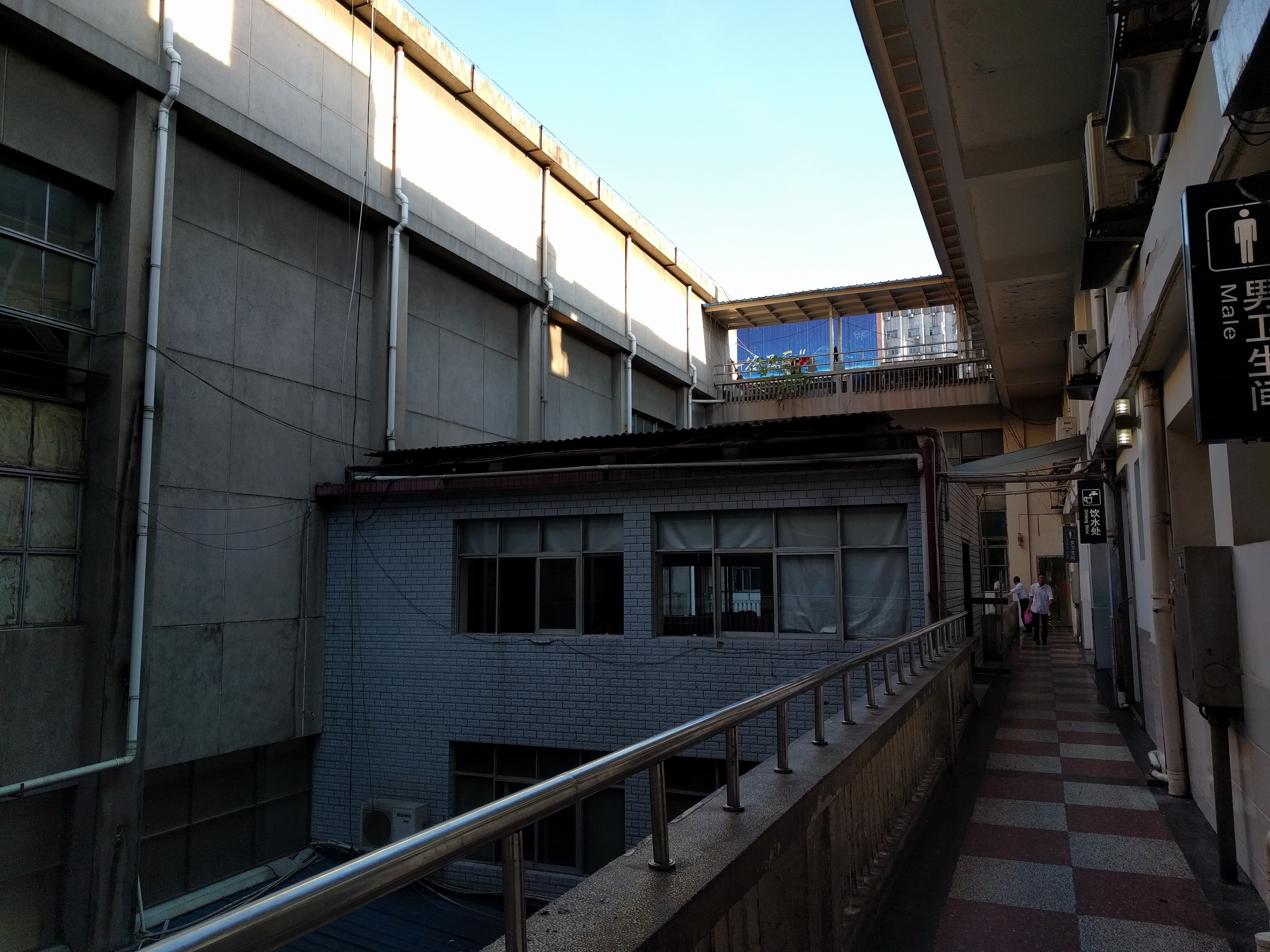
一站台和站房之间的通道
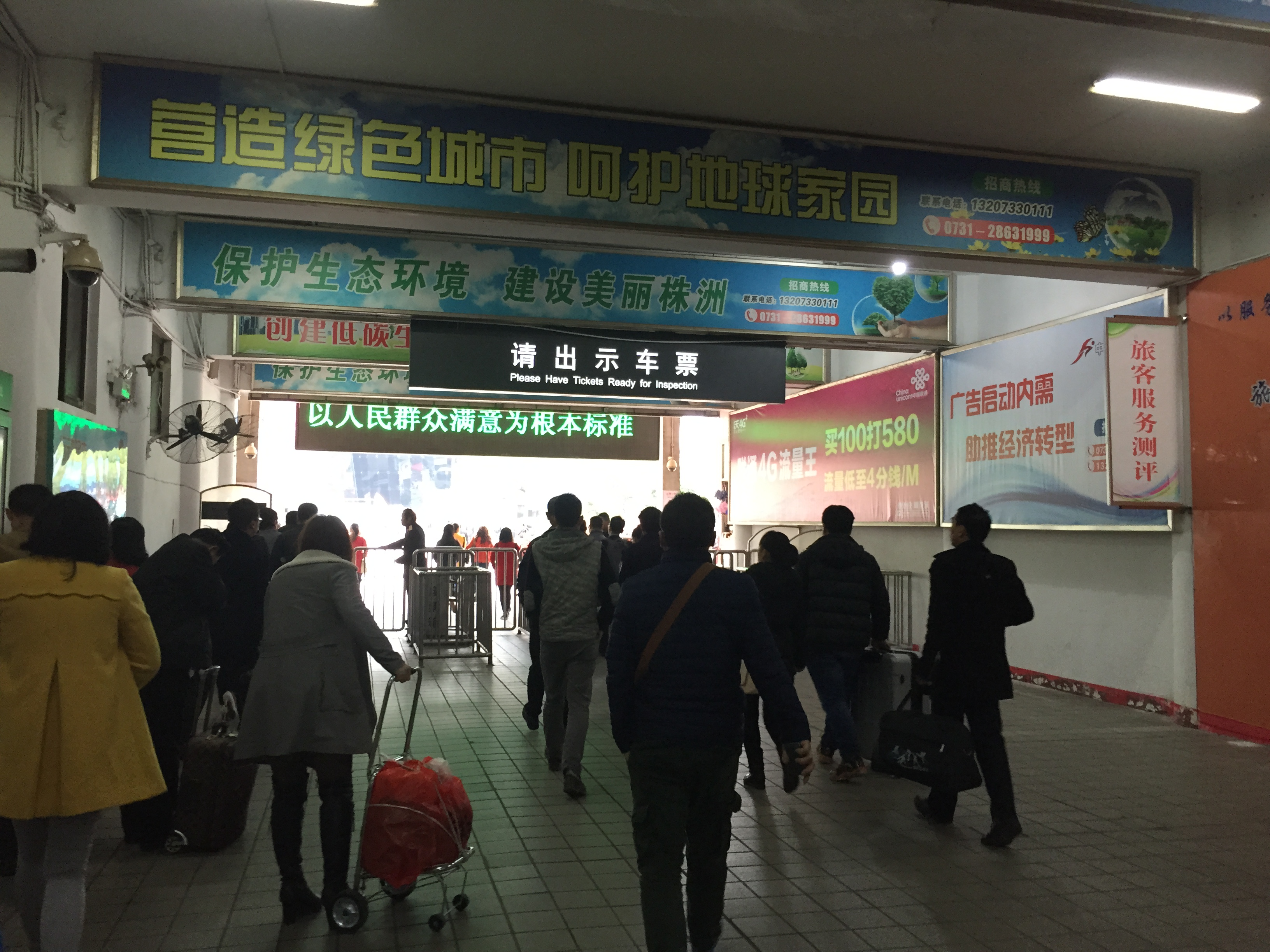
出站口

### 城际场及东站房

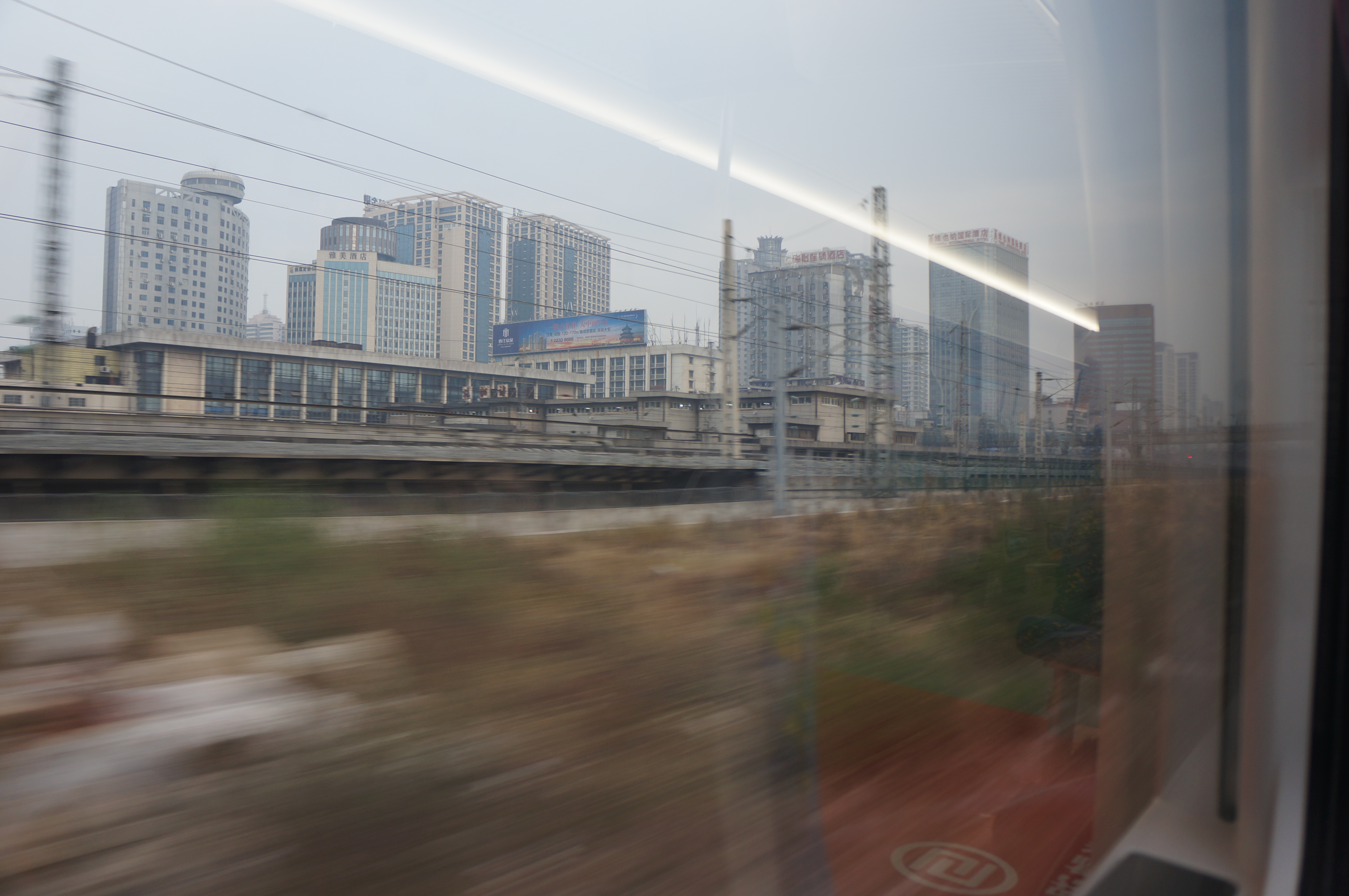
预留的城际场（2017年）

在长株潭城际铁路建设期间，由于城际车站占用的车站东侧地块面积有限，施工单位拆除位于东侧的存车线和机走线，将外包的沪昆上行、沪昆下行和京广下行货正线西移。相关工程于2014年4月开始，2015年10月完工。
2017年8月，铁路总公司批复株洲站改造计划，改扩建后的株洲火车站采用线側式+线上式综合站型，站房由东、西子站房及高架候车室组成，站房面积约为现有5倍。
2019年10月12日，改扩建项目正式开工建设。
2020年3月1日，株洲站的城际场开始施工，城际站房於2021年1月28日投入运营，但由于株洲站东站房尚未竣工，株洲城际场的旅客仍須从既有西站房出入車站。东站房完工后施工部门将对既有普速场和西站房进行拆除重建。12月，新华桥开始进行拆除重建工程。
2021年8月17日晚，位于车站上行咽喉的新华桥在拆除过程中，梁体发生断裂、压在京广普铁线正上方，导致京广普铁线和沪昆普铁线行车中断。10月20日起，为配合車站改善工程，株洲站停止办理普速列车和长株潭城际列车的客运业务。
2022年6月30日，株洲站东站房及部分高架候车室建成。东站房同样挂有李铎题写的站名。7月1日起正式恢复办理客运业务，重開3-11站台。2022年12月30日，西站房及1～2站台启用，標誌著株洲站擴建工程正式完工。

## 车站结构

### 站房

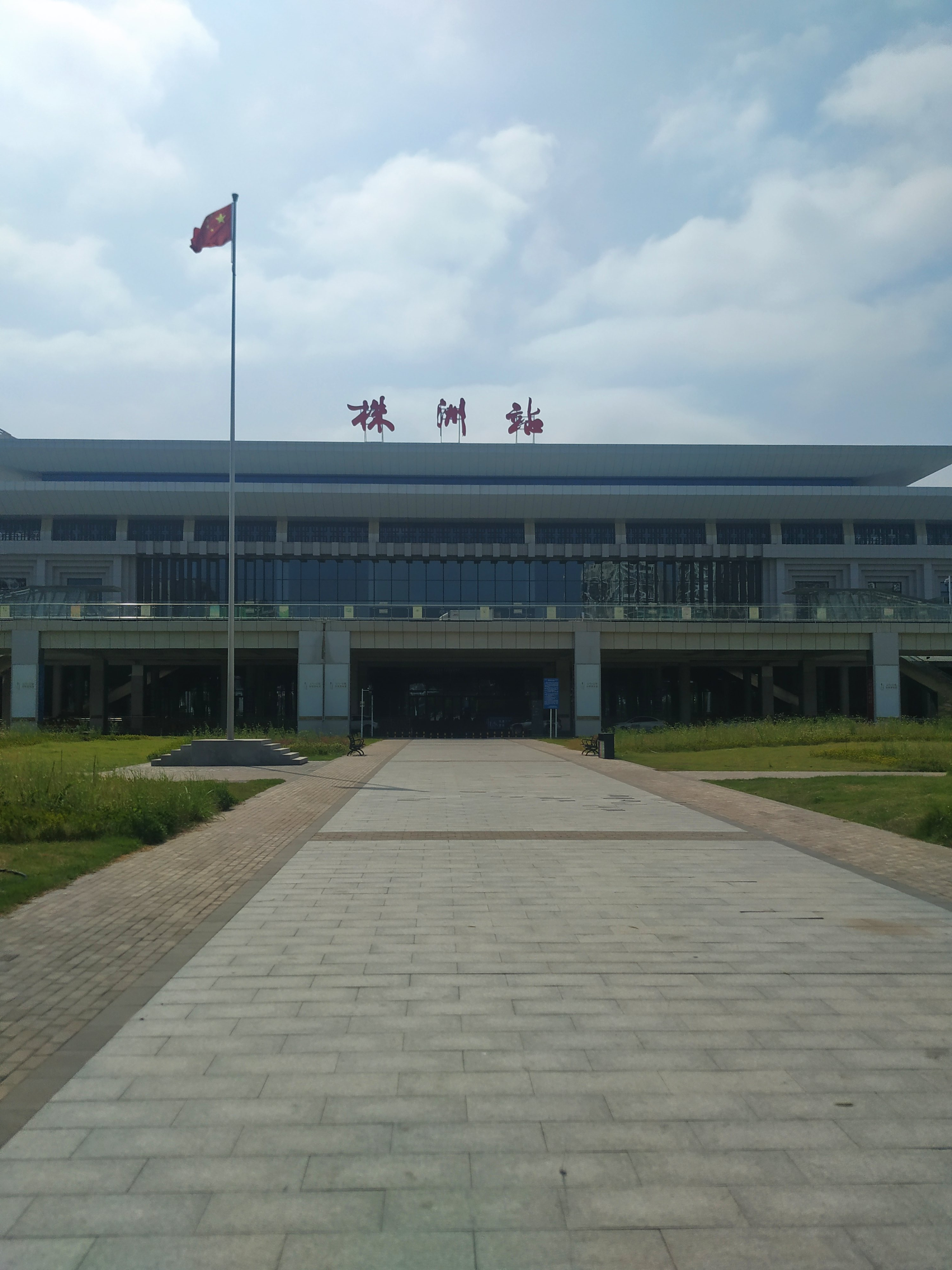
株洲站东站房（2023年）

株洲站目前使用的站房于2022年投入使用，建筑面积6.8万平方米，由西站房、东站房和高架候车室组成。
其中西站房面积1.2万平方米，外立面设计以“湘水扬波、汇通八方”为设计意向。屋顶设计灵感来源于炎陵炎帝陵建筑，同时下方设有的波纹装饰则象征湘江。西站房售票处为开放式，面积277平方米，共5个人工售票窗，5台自动售票机；东站房建筑面积为1.3万平方米，外立面设有炎帝像、神农塔、日晷浮雕、釉下五彩瓷等装饰。高架候车厅2.2万平方米，横跨车站站场。候车室设8个检票口，每小时最高可容纳5000余人同时候车。
- 西站房进站大厅
- 高架候车室
- 出站地道
- 西出站口

### 站场

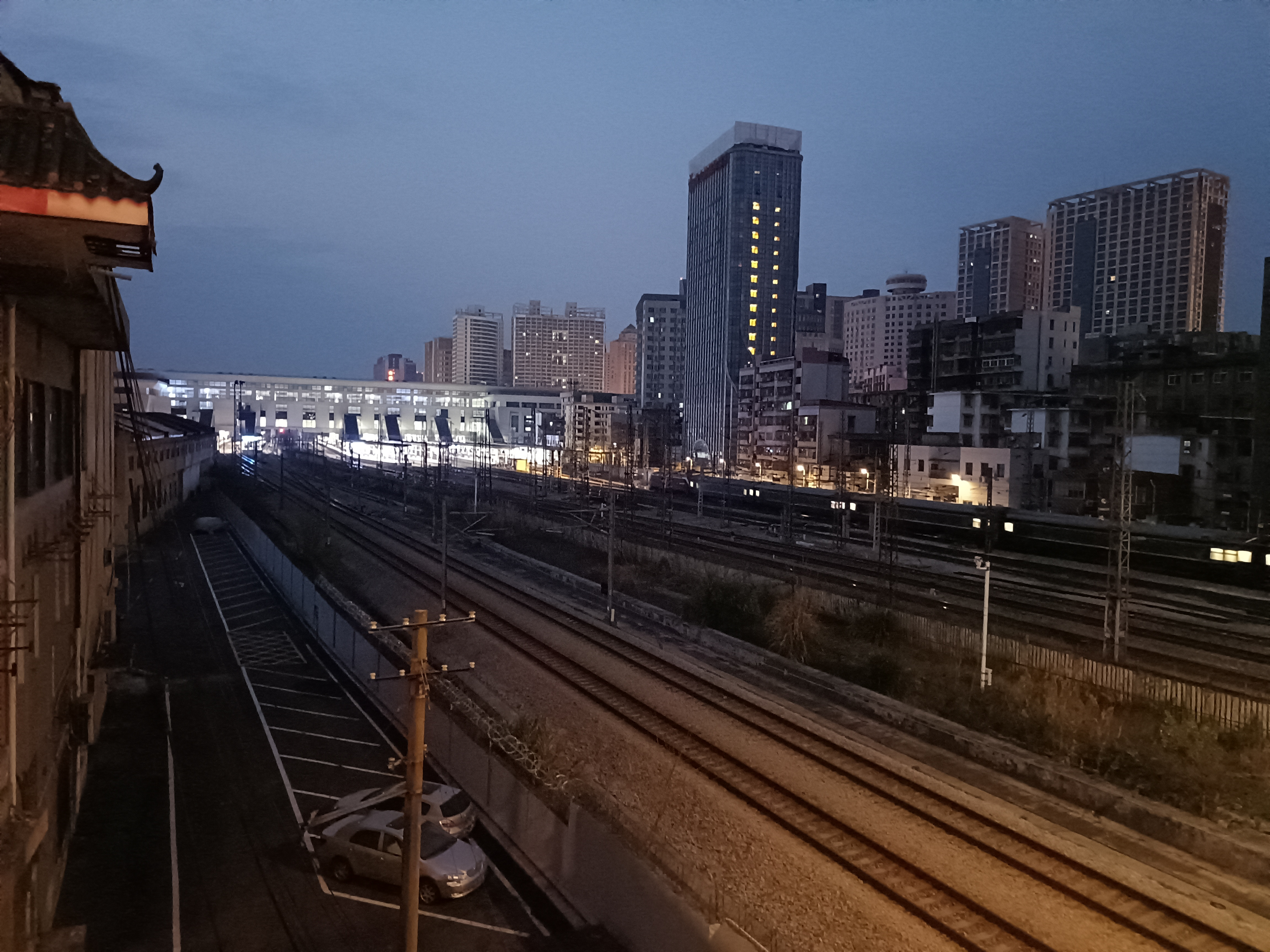
车站北咽喉，左侧为城际场

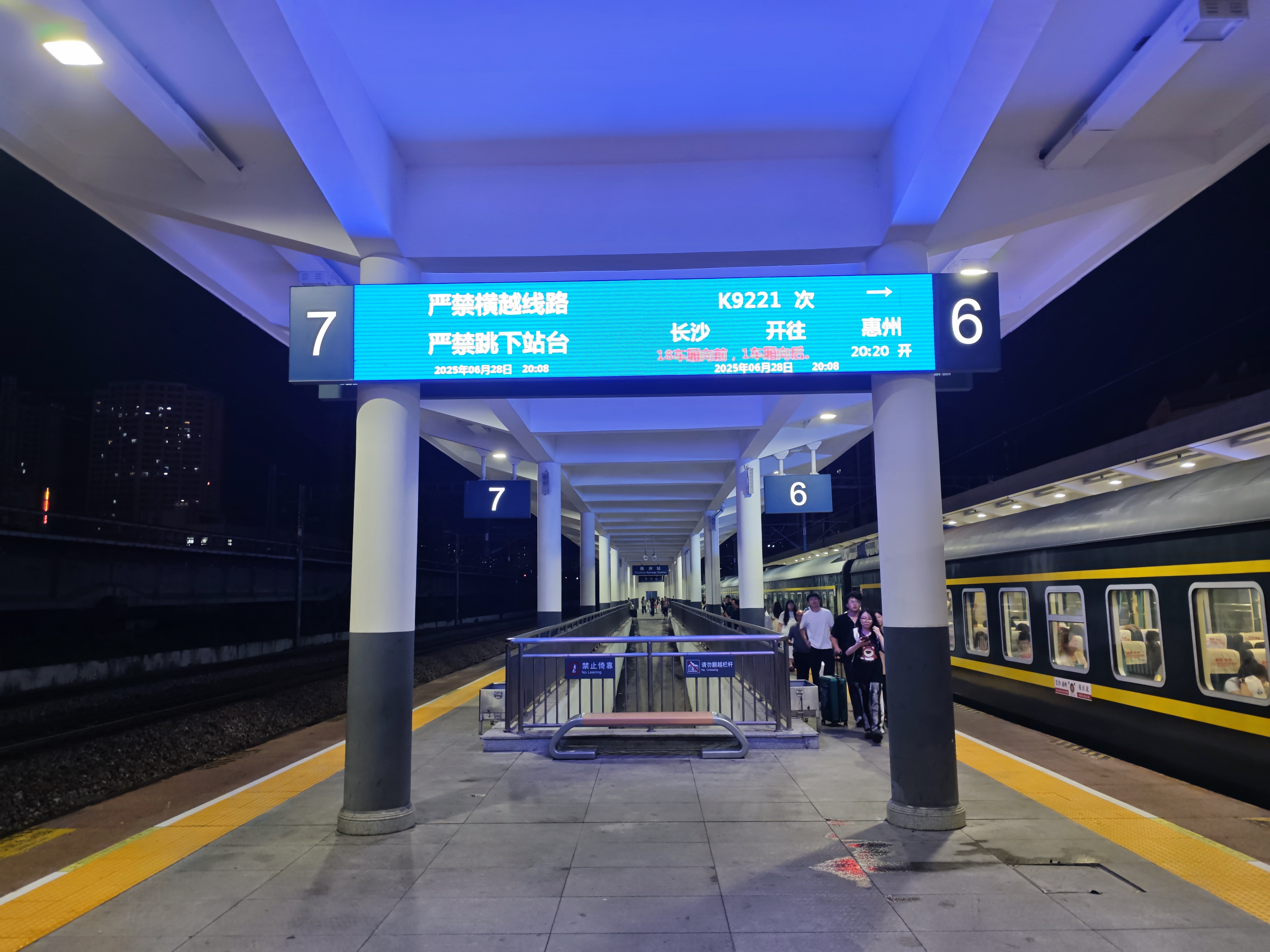
株洲站6、7站台

作为南北走向的京广铁路及東西走向的沪昆铁路的枢纽车站，株洲站是中國中南地区客运量较大的车站之一，衔接七斗冲、五里墩、田心、株洲北Ⅲ场和株洲北Ⅳ场5个方向。车站在经过2014年改造后，建有候车站台4座：1-3道、6-8道为到发线，Ⅳ道为京广上行正线、Ⅴ道为京广下行客正线；沪昆上行货正线XII道、沪昆下行货正线XIII和京广下行货正线XIV道外包客场。车站客场西北侧为株洲客车整备所。
长株潭城际铁路位于现有站场的东侧，设2站台4股道。
| 西↑    | 西站房 |                                                               |  |
|        | 侧式   |                                                               |  |
| 1道    | 1      | 到发线                                                        |  |
| 2道    | 2      | 到发线                                                        |  |
|        | 岛式   |                                                               |  |
| 3道    | 3      | （机待线） 到发线（客机整备所）                               |  |
| Ⅳ道    |        | （七斗冲站、五里墩站）京广铁路上行、沪昆铁路 客正线（田心站） |  |
| Ⅴ道    | 4      | （七斗冲站、五里墩站）京广铁路、沪昆铁路 株洲客A线（田心站）  |  |
|        | 岛式   |                                                               |  |
| 6道    | 5      | （七斗冲站）到发线、株洲北南到线（株北Ⅴ场）                   |  |
| 7道    | 6      | 到发线                                                        |  |
|        | 岛式   |                                                               |  |
| 8道    | 7      | 到发线                                                        |  |
| XII道  | 4      | （五里墩站）沪昆铁路 下行货正线、株洲北东到线（株北Ⅴ场）      |  |
| XIII道 |        | （五里墩站）沪昆铁路 上行货正线、株洲北株出联络线（株北Ⅲ场）  |  |
| XIV道  |        | （七斗冲站）京广铁路 下行货正线（株北Ⅲ场）                    |  |
|        | 8      | 城际场 到发线                                                 |  |
|        | 岛式   |                                                               |  |
|        | 9      | （株洲南站）城际场 长株潭城际铁路 正线（大丰站）              |  |
|        | 10     | （株洲南站）城际场 长株潭城际铁路 正线（大丰站）              |  |
|        | 岛式   |                                                               |  |
|        | 11     | 城际场 到发线                                                 |  |
| 东↓    | 东站房 |                                                               |  |

## 旅客列车目的地
目前每天有188班旅客列车在株洲站停靠。在春节、清明、国庆等客流高峰，会增开20～30辆旅客列车。
| 列车所属路局           | 目的地 |
| ---------------------- | --- |
| 中国铁路北京局集团     | 广州白云、石家莊 |
| 中国铁路成都局集团     | 成都東、重庆北、广州白云、贵阳、宁波、上海松江 |
| 广州铁路集团           | 长沙、惠州、成都东、重庆北、达州、海口、怀化、井冈山、深圳、深圳东、南京、武昌、西安、永州、无锡、西寧、炎陵、南充、广州白云、上海松江、麓谷、株洲南、邵阳、石门县北 |
| 中国铁路呼和浩特局集团 | 南宁（集通公司担当） |
| 青藏铁路公司           | 广州白云 |
| 中国铁路哈尔滨局集团   | 哈尔滨西 |
| 中国铁路济南局集团     | 广州白云、貴陽、烟台 |
| 中国铁路昆明局集团     | 連雲港東、昆明、寧波、上海松江 |
| 中国铁路兰州局集团     | 广州白云、兰州、銀川 |
| 中国铁路南昌局集团     | 北京西、成都东、重慶西、重庆北、福州、贵阳、九江、昆明、南昌、南宁、厦门北、南充                                                                                     |
| 中国铁路南宁局集团     | 北京西、南京、南宁、宁波、上海、湛江、郑州、上海南 |
| 中国铁路上海局集团     | 重庆北（淡季停運）、宁波（淡季停運）、广州白云、上海、昆明、南通、贵阳、温州（金温公司担当）                                                                         |
| 中国铁路沈阳局集团     | 大连 |
| 中国铁路乌鲁木齐局集团 | 广州白云、乌鲁木齐 |
| 中国铁路武汉局集团     | 广州白云、襄阳 |
| 中国铁路西安局集团     | 東莞東、汉中 |
| 中国铁路郑州局集团     | 海口、新鄉 |

## “株洲黑洞”

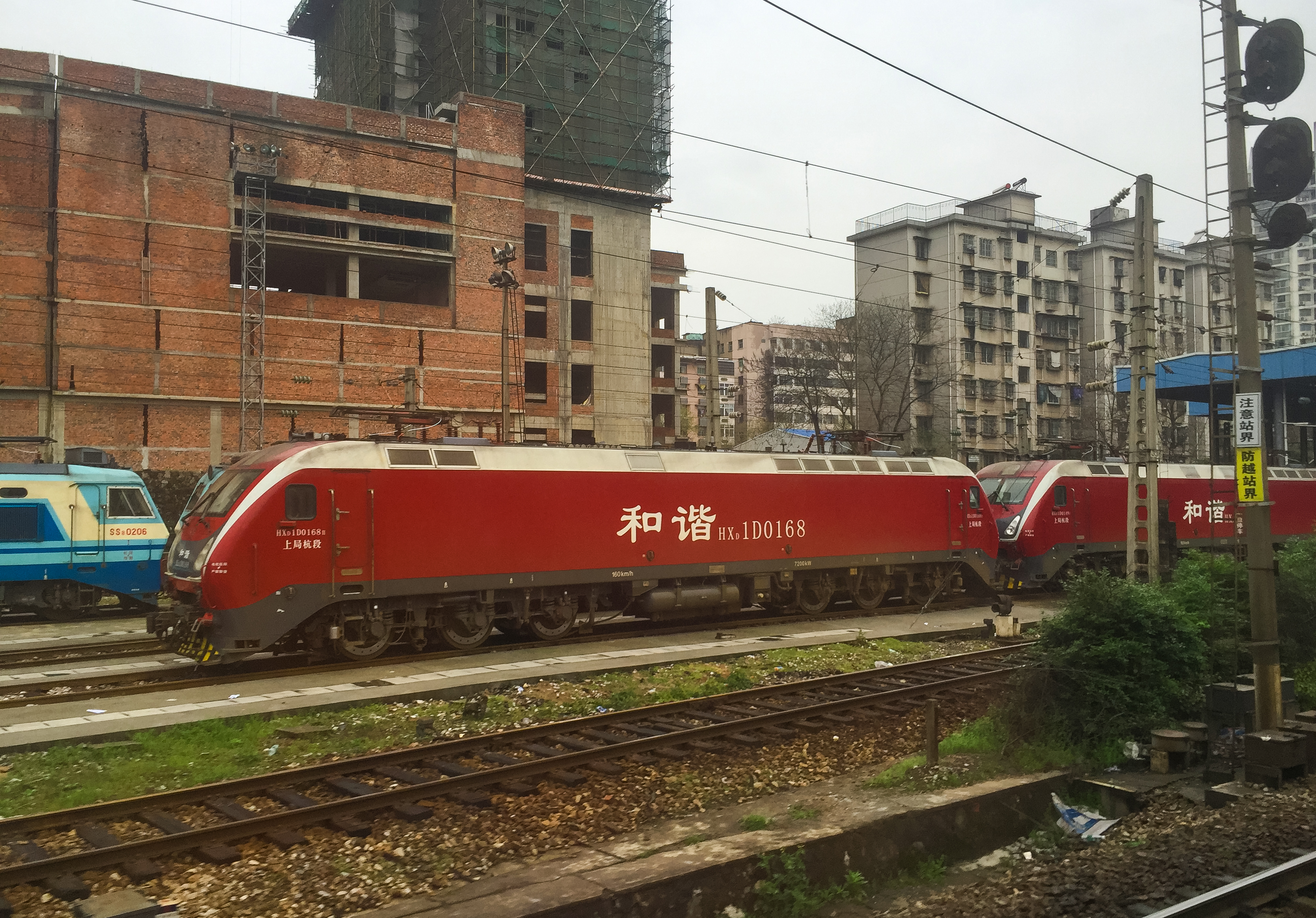
东沪昆下行直接前往南京广下行的列车需在株洲站换挂机车，解挂后的机车进株洲机务折返段整备

作为京广铁路和沪昆铁路交汇点的株洲站在站线布置方面存在一定缺陷：由东沪昆下行前往京广下行的列车需在株洲站南部切割京广正线，进株洲站折角运行，而沪昆正线下行与京广上行在株洲-田心间共线，且株洲站自身站台不足，且京广铁路广州方向正线靠4站台，接发车能力紧张，再加上不少列车要在此站换挂机车，交换司机，导致列车在株洲站停车时间较长，在这种情况下东沪昆下行列车一般要在位于株洲东部五里墩乡的五里墩站扣点或是在五里墩-株洲区间机外停车，造成许多本应正点到达株洲站的列车因在五里墩站停留时间过长而严重晚点。此现象在上海南到贵阳的K111次列车尤为明显，该站也因此被中国铁道迷所诟病，称之为“株洲黑洞”或者是“五里墩黑洞”。据统计，仅2014年3月底，株洲站每日办理晚点旅客列车98列（其中株洲分界口为每日32列），平均每列增加晚点时间9.3分钟，旅客列车正点率仅51%，严重影响运输秩序，降低干线运输效率，成为京广、沪昆大动脉的运输瓶颈。
自2014年下半年起，部分原途径京广线（广州方向）和沪昆线（上海方向）进株洲换向的列车改经吉衡铁路（如K537/538次）或赣韶铁路（如T169/170次），原部分经京广线（北京方向）和沪昆线（昆明方向）的列车改经车站以北的联络线，不进株洲站换向办客，这种分流措施在一定程度上减轻了株洲枢纽的拥堵问题。

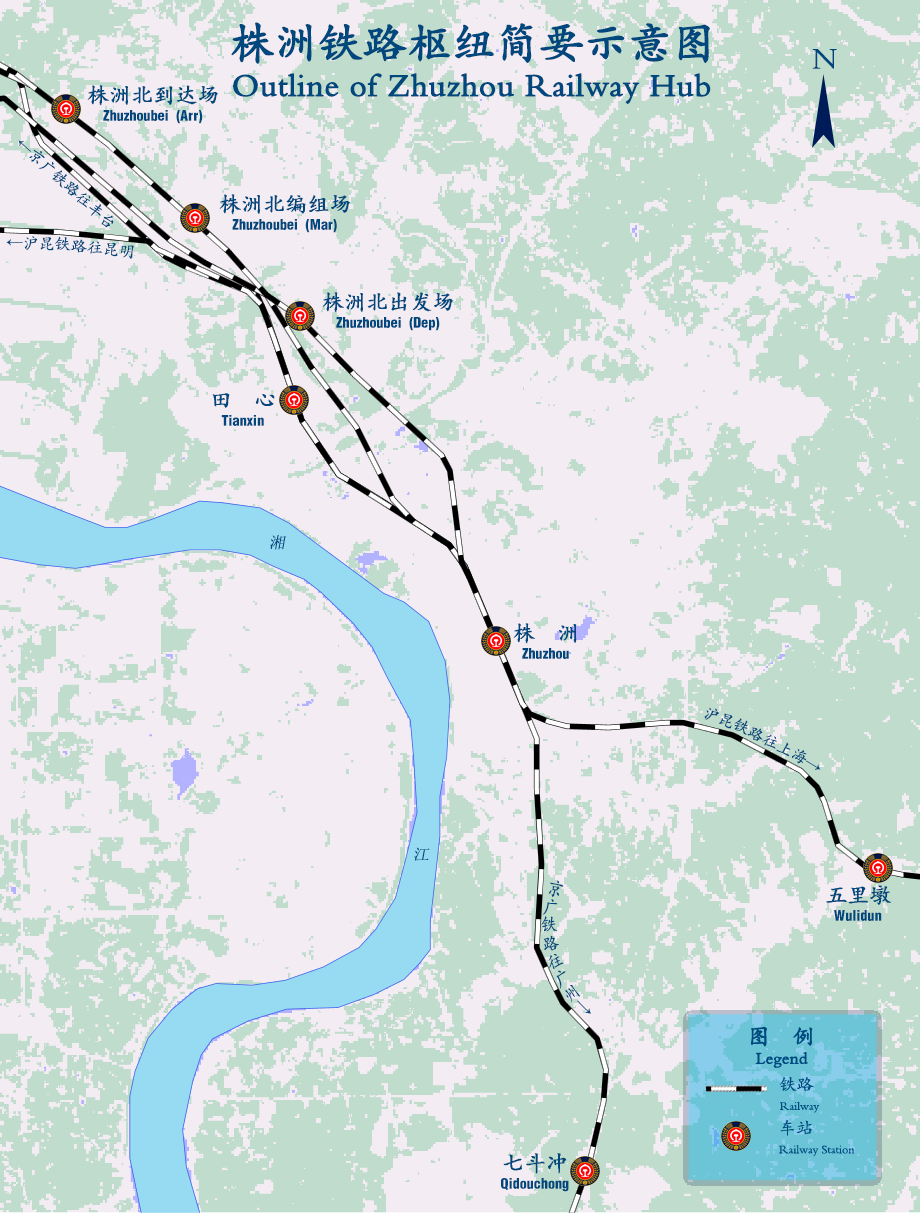
株洲铁路枢纽示意图，可见由东沪昆下行前往京广下行需切割京广正线，在株洲站换向（折角运行）

## 下辖车站
株洲车站为广州局集团直管的特等客运站，原设有运转、客运、行包三个车间。2015年4月10日湘潭站由株洲北站调整为本站管辖，为此车站新设湘潭车间:197。2016年12月26日长株潭城际铁路开通，株洲车站新设立城际车间，管辖包括线路上芙蓉南、暮云在内的9个中间站:213。2019年11月30日，沪昆铁路醴陵-五里墩及醴茶铁路调整为广州局集团管理，由本站管辖。